# Jiří Lanča
Jiří Lanča (* 15. července 1931 Třebíč) je český ekonom a vysokoškolský pedagog, v letech 1991 až 1997 děkan Provozně ekonomické fakulty Mendelovy zemědělské a lesnické univerzity v Brně (PEF MZLU).

## Život
V roce 1954 začal pracovat jako referent obecního národního výboru v Brně, o tři roky později v roce 1957 nastoupil do funkce pracovníka na ekonomickém úseku odboru zemědělství městského národního výboru v Brně. V roce 1958 úspěšně dokončil studium na Provozně ekonomické fakultě Vysoké školy zemědělské v Praze a v roce 1958 tak začal pracovat jako učitel na Střední ekonomické zemědělské škole v Bučovicích. V letech 1962 až 1964 si doplnil pedagogické vzdělání a v roce 1964 poté začal vyučovat na Mendelově zemědělské a lesnické univerzitě v Brně. V roce 1977 získal titul kandidáta věd v oboru odvětvová a průřezová ekonomika.

### Po sametové revoluci
Po sametové revoluci byl v roce 1990 jmenován docentem v oboru automatizované systémy řízení v zemědělství a stal se prorektorem MZLU. V roce 1991 se stal Lanča děkanem PEF MZLU, když ve funkci nahradil Karla Vinohradského. V roce 1993 se habilitoval v oboru informační systémy podniku a téhož roku se stal profesorem pro obor ekonomika a řízení podniku. V letech 1994 až 1996 byl vedoucím Katedry účetnictví PEF MZLU a v letech 1995 až 1997 byl navíc předsedou Asociace děkanů ekonomických fakult. Lanča navíc působil jako děkan fakulty celkem po dvě tříletá funkční období až do roku 1997, kdy jej ve funkci vystřídala Jana Stávková. O pouhý rok později přešel na Ekonomicko-správní fakultu Masarykovy univerzity, kde poté řadu let působil jako profesor.

### Zahraniční pobyty a ocenění
Během svého působení se účastnil řady různých stáží, jmenovitě například na Iowa State University, na několika školách v Remeši nebo na Univerzitě v Kielu. Za svou kariéru navíc získal řadu ocenění; v roce 1992 mu byla udělena stříbrná medaile MZLU, v roce 1994 zlatá medaile VŠP v Nitře a medaile Masarykovy univerzity. V roce 1996 mu byla dále udělena zlatá medaile MZLU, o rok později obdržel medaili Fakulty ekonomické TUO a v roce 2004 mu byla udělena pamětní medaile MZLU v Brně za zásluhy o rozvoj vědy a vzdělání. Před ochodem do důchodu čítal počet jím vedených diplomových prací asi 350.